# Jenny Shipley

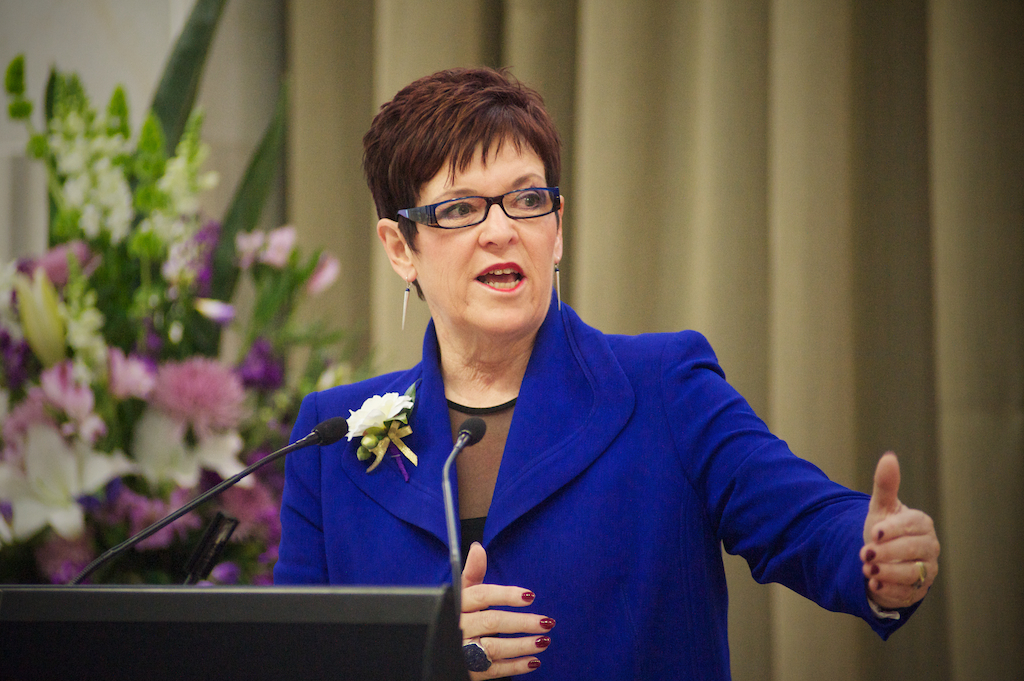
Jenny Shipley (2013)

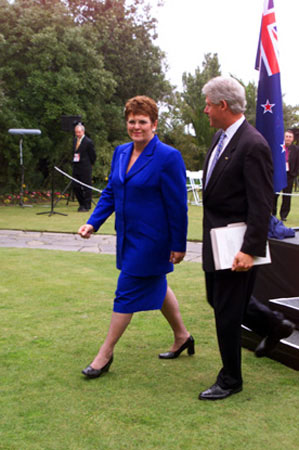
Jenny Shipley (links) mit Bill Clinton 1999

Dame Jenny Mary Shipley, DNZM (* 4. Februar 1952 in Gore, Southland, Neuseeland als Jennifer Mary Robson) ist eine  neuseeländische Politikerin der konservativen National Party. Von 1997 bis 1999 bekleidete sie als erste Frau das Amt des Premierministers von Neuseeland.

## Leben
Shipley ging in Wellington und Blenheim zur Schule und schloss 1971 ihre Lehrerinnen-Ausbildung am Christchurch Teachers College erfolgreich ab. Von 1971 bis 1976 war sie als Lehrerin tätig. Sie ist mit Burton Shipley verheiratet, mit dem sie eine Tochter und einen Sohn hat.

### Aufstieg in der Politik
Jenny Shipley schloss sich 1975 der New Zealand National Party an und wurde 1987 für den Wahlbezirk Ashburton ins neuseeländische Parlament gewählt. Unter Premierminister Jim Bolger wurde sie 1990 Ministerin für soziale Angelegenheiten und Frauenangelegenheiten. 1993 übernahm sie das Gesundheitsministerium.
Nach innerparteilichen Querelen und einer Kampfabstimmung löste sie vier Jahre später Bolger als Parteivorsitzenden ab und wurde am 8. Dezember 1997 zur Premierministerin gewählt.

### Regierungszeit
Als Regierungschefin gelang es Shipley nicht, die Koalition mit der rechtsgerichteten New Zealand First Party aufrechtzuerhalten. Deren Vorsitzender, Winston Peters, verließ 1998 das Kabinett. 
Shipleys politisches Ende begann mit einer Diskussion über die Nationalflagge Neuseelands. Kulturministerin Hasler hatte vorgeschlagen, die Flagge, die den britischen Union Jack enthält, durch eine neue zu ersetzen, die Silberfarn-Flagge, die keinen Bezug zu Großbritannien aufweist. Shipley unterstützte den Vorschlag, obwohl sie bis dahin nicht für eine Trennung von der britischen Krone eingetreten war. Als sich herausstellte, dass sie mit dem CEO der Herstellerfirma für Flaggen befreundet war, kam es zu Diskussionen die das Ansehen Shipleys und ihrer Partei entscheidend schädigten.

### Karriereende
Bei den Wahlen 1999 wurden die Konservativen von Labour als Regierungspartei abgelöst. Deren Vorsitzende Helen Clark wurde am 5. Dezember 1999 zu Shipleys Nachfolgerin als Premierministerin gewählt. 
Bis Oktober 2001 blieb Shipley jedoch Vorsitzende der National Party. Gleichzeitig mit ihrer Ablösung in dem Parteiamt gab sie auch ihren Parlamentssitz auf.